# Concordius
Concordius, né vers 335 et mort vers 385, est évêque d’Arles de 361 à sa mort.

## Biographie
La vie de Concordius nous est peu connue. Son nom apparaît dans la liste épiscopale d’un manuscrit du IXe siècle de la Bibliothèque nationale. Il est probablement né à Trèves et, après avoir dans ses jeunes années soutenu le ministère de l’Église, succède à Saturnius excommunié pour arianisme en 361 à la suite du concile de Paris.
Sa présence est attestée au concile de Valence, le 12 juillet 374,. En 380, il participe également au concile de Saragosse où il condamne le priscillianisme.[réf. souhaitée]

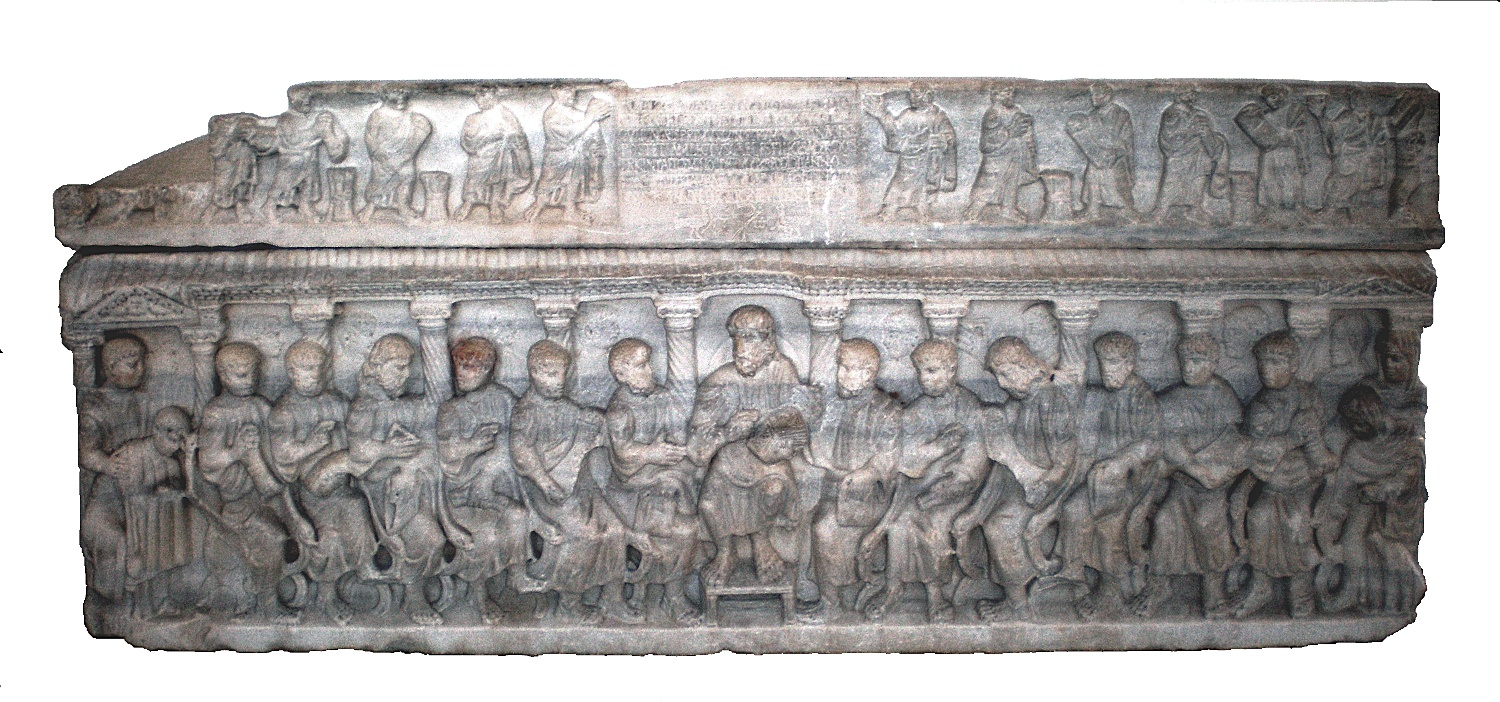
Sarcophage de Concordius, (c.385) - Musée de l'Arles et de la Provence antiques, Arles

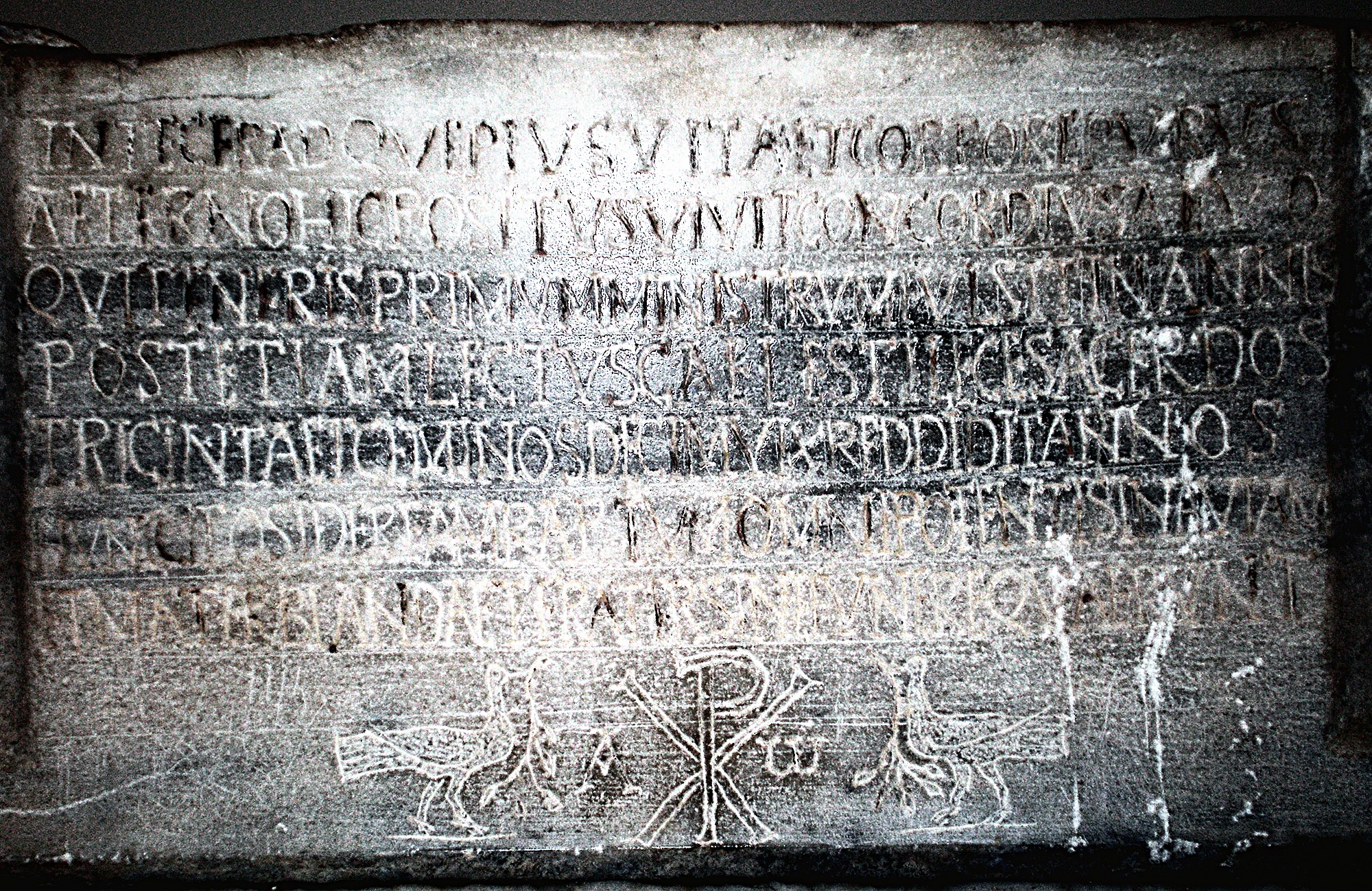
Sarcophage de Concordius, épitaphe - Musée de l'Arles et de la Provence antiques, Arles

D’après l’épitaphe porté sur son sarcophage, 
il est tôt enlevé vers la demeure astrale du tout-puissant à trente et deux fois dix ans (cinquante ans),
il meurt probablement en 385 à Arles. Il serait le premier évêque de cette cité à être inhumé dans la nécropole des Alyscamps dans l’édifice préexistant à l’église Saint-Honorat. Son sarcophage qui a été retrouvé, est exposé aujourd’hui au Musée de l'Arles et de la Provence antiques. Il présente la particularité d'associer des motifs chrétiens (face principale et couvercle) et païens (petits côtés).